# 보은 법주사 벽암대사비
보은 법주사 벽암대사비(報恩 法住寺 碧巖大師碑)는 충청북도 보은군 속리산면 사내리, 법주사에 있는 벽암대사의 행적을 적은 비석이다. 1980년 11월 13일 충청북도의 유형문화재 제71호 법주사벽암대사비(法住寺碧巖大師碑)로 지정되었으나, 2013년 1월 18일 현재의 문화재 명칭으로 변경되었다.

## 개요
법주사의 절 한켠에 자리하고 있는 비로, 벽암대사의 행적을 적고 있다.
벽암대사(碧巖禪師: 1576년 1월 23일(음력 1575년 12월 23일)~1660년 2월 22일(음력 1월 12일))는 조선 중기의 승려로, 속성은 김씨, 본관은 김해, 법명은 각성이며, 벽암은 그의 호이다. 충청북도 보은군 출신이다. 임진왜란 때에는 해전에 참여하였고, 인조 때 남한산성을 쌓을 때에는 8도도총섭으로 임명되어 승려들을 이끌고 3년만에 공사를 완성하였다. 인조 14년(1636) 병자호란이 일어나 왕이 남한산성으로 천도하자 승려 수천 명을 모집하여, 호남의 군사들과 함께 적들을 섬멸하였다. 남한산성으로 향하던 중 전쟁이 끝나버리므로 승려들을 돌려보내고 지리산으로 들어갔다. 인조 24년(1646) 가을 속리산 법주사에서 동문인 희언과 머물렀고, 희언이 화엄사로 가서 입적하자 그도 화엄사로 들어가 지내다가, 현종 1년(1660) 86세의 나이로 입적하였다.
비는 넓직한 받침돌 위에 비몸을 세운 후, 제법 묵직하고 투박한 머릿돌이 얹은 모습이다. 조선 현종 5년(1664)에 세운 것으로, 선조의 손자인 낭선군이 글씨를 썼다.

## 같이 보기
- 벽암대사

## 참고 자료
- 보은 법주사 벽암대사비 - 국가유산청 국가유산포털